# Neviditelný nádor
Neviditelný nádor (v anglickém originále Autopsy) je druhá epizoda z druhé řady seriálu Dr. House.

## Děj
Hlavní pacientkou je Andie, malá dívka, která prodělala transplantaci kostní dřeně a chemoterapii. Když si ráno bere v koupelně prášky, má halucinaci. Wilson se domnívá, že by se mohlo jednat o sarkom v mozku, ale žádný z testů jeho teorii nepotvrdil. Při vyšetření se Chasovi svěří, že nikdy nedostala pusu a prosí ho, jestli by jí pusu nedal. Ten se nejdřív zdráhá, ale nakonec ji pusu dá. Všechny testy vycházejí neprůkazně. Foreman přijde s teorií, že by mohlo jít o neurosyfilis. Proti tomu vystoupí Chase, že nemohla mít sex, když ji ještě nikdo nedal pusu a tím se prořekne a zjistí se, že on ji pusu dal. Vyšetření, které provádí Cameronová neprokáže žádné zneužívání. House se domnívá, že by mohlo jít o dva sarkomy, ale Wilson mu oponuje, že je to statisticky nemožné. House si do iPodu nahraje záznam z echokardiogramu a poslouchá abnormality ve zvuku chlopní. Když ho jeho tým nalezne, je ve sprchách a poslouchá Nessun dorma od Luciana Pavarottiho. Ve sprchách jsou prý kvůli lepší atmosféře. Z poslechu mitrálních chlopní Cameronová po chvíli zjistí, že má Andie abnormalitu na levé srdeční chlopni. Při operaci lékaři zjistí nádor, který vede z plic až do srdce, který nebyl vidět na vyšetřeních. Nádor se pokusí odstranit, ale stejně se ukáže že byl benigní. House zjistí, že má Andie v mozku sraženinu. Podle Andiiných reakcí se House domnívá, že má zasažené centrum strachu v amygdale. Při zmínce jednoho člena týmu, že se na to, kde sraženina byla přijde leda tak na pitvě, protože je riskantní naslepo v této oblasti mozku operovat, ho napadne velmi riskantní postup. Cuddyová nakonec jeho postup povolí. Jedná se o „restart“ Andie, kdy její tělesná teplota bude snížena pod 21 °C a budou ji odsáty 2-3 litry krve, aby byly později s kontrastní látkou vstříknuty zpět. Tímto „propláchnutím“ se zjistí místo, kde je v mozku sraženina a následný zákrok již bude přesný. Matka Andie se zákrokem souhlasí a House chce ještě vidět Andiiny reakce a jestli je vážně tak statečná nebo je její statečnost symptomem. Zákrok i následná operace se zdaří a Andie odejde z nemocnice po svých.

## Diagnózy
- špatné diagnózy: meningitida, intoxikace, neurosyfilis
- správná diagnóza: nezhoubný nádor srdce a embolus v mozkové tepně